# Castellano (titolo)
Il castellano era il responsabile della custodia di un castello o di una rocca; con questo termine si poteva indicare sia il signore proprietario del castello stesso, sia l'ufficiale che il primo avrà nominato, che, al comando di una guarnigione, era incaricato di custodirlo e difenderlo in caso di attacco o assedio.
Nella Confederazione Polacco-Lituana i castellani erano i governatori di provincia nominati dal re, pertanto non si trattava di un titolo nobiliare, bensì di una carica pubblica. La carica era di rango senatorio, cioè dava diritto a un posto nella camera alta della Dieta polacca. L'unica eccezione era rappresentata dalla castellania (o burgrabia) di Cracovia, capitale del Regno di Polonia, dove i castellani erano deputati della provinciale voivode.